# 德永智加來
德永智加來（日语：とくなが ちから，2003年9月26日—）是日本大阪府出身的一名演員，所屬事務所是Amuse。身高180cm。他在2023年9月加入Amuse。

## 外部連結
- 徳永 智加来 - アミューズオフィシャルサイト
- 徳永 智加来的Instagram帳戶